# Peine & pitié
Peine & pitié – singel francuskiej piosenkarki Vitai wydany 3 marca 2017 roku.

## Lista utworów
- Digital download (3 marca 2017)[1]

1. „Peine & pitié” – 2:50

## Produkcja
Singel został wyprodukowany przez Johna Mamanna i High P.

## Teledysk
Teledysk do utworu został opublikowany 25 kwietnia 2017 roku. Dyrektorem artystycznym teledysku został Stromae.

## Pozycje na listach
| Kraj             | Lista (2017)        | Najwyższa pozycja |
| ---------------- | ------------------- | ----------------- |
| Francja          | Top 200 Singles     | 3                 |
| Belgia (Walonia) | Ultratop 50 Singles | 19                |